# Josef Turnau
Josef Turnau (* 10. Oktober 1888 in Kolin, Österreich-Ungarn; † 1. Oktober 1954 in New York City) war ein österreichischer Opernsänger (Tenor), Opernregisseur und Opernintendant. Wegen seiner jüdischen Abstammung musste er in der Zeit des Nationalsozialismus in die USA emigrieren.

## Leben und Werk
Turnau besuchte die Schule in Prag und Wien und studierte anschließend Rechtswissenschaften und Gesang in Wien. 1918 erhielt er das erste Engagement als Heldentenor und Regisseur im Stadttheater am Brausenwerth von Elberfeld. Über Stationen in Neustrelitz, Rostock und Karlsruhe wurde er Anfang der 1920er Jahre als Oberregisseur und Assistent von Richard Strauss an die Wiener Staatsoper berufen. Von 1925 bis 1929 war er Intendant des Stadttheaters Breslau.
Im August 1929 berief ihn die Stadt Frankfurt am Main als Nachfolger von Clemens Krauss zum Intendanten des Frankfurter Opernhauses. Zeitweilig lehrte er auch als Dozent am Institut für Sozialforschung. Schon bald nach seinem Amtsantritt wurde er in der völkisch-nationalen Presse als Ostjude denunziert und öffentlich angegriffen.
Am 13. März 1933 vollzog sich in Frankfurt die nationalsozialistische Machtübernahme. Umgehend begann auf Anordnung des neuen Oberbürgermeisters Friedrich Krebs die Gleichschaltung der Städtischen Bühnen. Turnau wurde aufgrund seiner jüdischen Abstammung zusammen mit Generalmusikdirektor Hans Wilhelm Steinberg und Schauspielintendant Alwin Kronacher am 28. März 1933 beurlaubt und am 22. Mai 1933 entlassen. Im Entlassungsschreiben warfen die zu kommissarischen Intendanten von Oper und Schauspiel bestellten Carl Stueber und Hans Geisow ihm und Kronacher „Eine undeutsche Gestaltung des Spielplans“ und die „dem deutschen Wesen fremde und das nationale Volksempfinden verletzende Darstellung der Bühnenwerke“ vor.
Als tschechoslowakischer Staatsbürger verließ er Deutschland und wurde Regisseur am Prager Nationaltheater. 1939 emigrierte er nach New York, wo er an Operninszenierungen in der Carnegie Hall und Leiter der Opernabteilung an der New School for Social Research arbeitete. Von 1946 bis zu seinem Tod 1954 lehrte er am Hunter College.